# Joyce Collins
Joyce Collins (* 5. Mai 1930 in Battle Mountain, Nevada; † 3. Januar 2010) war eine US-amerikanische Jazzpianistin, Sängerin und Musikpädagogin.

## Leben und Wirken
Collins begann mit 15 Jahren professionell als Pianistin aufzutreten, als sie die Reno High School in Nevada besuchte. Später spielte sie während ihres Musikstudiums und ihrer Lehrtätigkeit am San Francisco State College in verschiedenen Clubs in Gruppen und als Solistin; schließlich ging sie mit der Frankie Carle Band auf Tournee und arbeitete mit Oscar Pettiford. Ende der 1950er Jahre ließ sie sich in Los Angeles nieder, spielte mit Bob Cooper im Lighthouse Cafe und trat außerdem in Reno und Las Vegas auf, wo sie als erste Frau die Gelegenheit bekam, eine Showband zu leiten. Daneben arbeitete sie als Sessionmusikerin in Film- und Fernsehstudios, u. a. zehn Jahre in der Band der Mary Tyler Moore Show, außerdem in der Bob Newhart Show. 
In den 1960er Jahren trat sie mit Benny Carter auf und wirkte bei Plattenaufnahmen der Gene Estes Big Band (1969) mit. 1975 nahm sie mit Bill Henderson auf; ihre gemeinsame Alben Street Of Dreams und Tribute To Johnny Mercer wurden für den Grammy nominiert. Des Weiteren war Collins 1989 als Coach der Schauspieler Jeff und Beau Bridges für ihre Musikerrollen in Die fabelhaften Baker Boys tätig.
Ab 1975 unterrichtete Collins Jazzpiano an der Dick Grove Music School, komponierte, arrangierte und arbeitete in einem Programm zur Förderung von Frauen als Komponistinnen und Liedtexterinnen im Jazz. Neben ihren Auftritten als Solistin oder in Duo- und Trio-Formationen spielte sie auch in einer Big Band, die von Bill Berry geleitet wurde, nahm mit Paul Horn, Pete Christlieb und unter eigenem Namen auf. Nachdem sie bereits 1961 ihr Debütalbum Moment to Moment bei Riverside Records vorgelegt hatte, brachte sie ab den 1980er Jahren noch einige Alben für Discovery und Audiophile heraus.

## Diskographie
- Girl Here Plays Mean Piano (Riverside/Jazzland 1961) mit Ray Brown, Frank Butler
- Moment To Moment (Discovery Records 1981) mit Chuck Domanico, Jack Sheldon
- Sweet Madness (Audiophile, 1990) mit Andy Simpkins, Octavio Bailey, Ralph Penland, Claudio Slon
- Embraces the Heart of Brazil (Audiophile, 2005)